# Lis Smed
Elly Elisa Sørensen 'Lis' Smed (født 27. november 1914 i Horsens, død 24. november 1944) var en dansk skuespiller.
Lis Smed blev født i Horsens, men rejste som ganske ung til København, hvor hun tog forskellige former for undervisning i dans og musik. Hun slog igennem som Gertie i Den lille butik på Det Ny Teater allerede i 1934, og hun medvirkede i sin første film året efter. Efter flere roller på teatret og i film gennemgik hun 1937-1940 Det Kongelige Teaters elevskole og fik engagementer på Frederiksberg Teater og Riddersalen. På Folketeatret fik hun et gennembrud som Jenny i Soyas Brudstykker af et Mønster, men blev mest kendt for en række filmroller, ikke mindst som Wulfdine i Thummelumsen.
Da hun døde var hun netop blevet populær hos teater og biografpublikummet - via film som Tordenskjold går i land og Biskoppen. I begge de to yderst populære film spillede hun pudsigt nok Oline. Ingeborg Brams medvirkede i begge film.
Lis Smed blev så populær, at der blev en slags landesorg og begravelsen udviklede sig til et større tilløbsstykke. Hendes to sidste film, Mit liv er musik og I går og i morgen, havde premiere efter hendes død, og der måtte bruges stand-in til visse scener. Hun døde af spiseforstyrrelse. undervejs i optagelserne.
Lis Smed er begravet på Frederiksberg Ældre Kirkegård.

## Filmografi
I sit meget korte liv nåede Lis Smed blandt andet at medvirke i følgende film:
- Provinsen kalder 1935
- De bør forelske Dem 1935
- Panserbasse 1936
- Giftes-nej tak 1936
- Sommerferie i Nordjylland 1936
- Flådens blå matroser 1937
- Plat eller krone 1937
- Barnet 1940
- Gå med mig hjem 1941
- Thummelumsen 1941
- Tordenskjold går i land 1942
- Biskoppen 1944
- Mit liv er musik 1944
- I går og i morgen 1945

## Eksterne links
- Lis Smed på Internet Movie Database (engelsk)
- Lis Smed på Filmdatabasen
- Lis Smed på danskefilm.dk
- Lis Smed på danskfilmogtv.dk
- Lis Smed på Scope
- Lis Smed på The Movie Database (engelsk)